# Achim Kühn

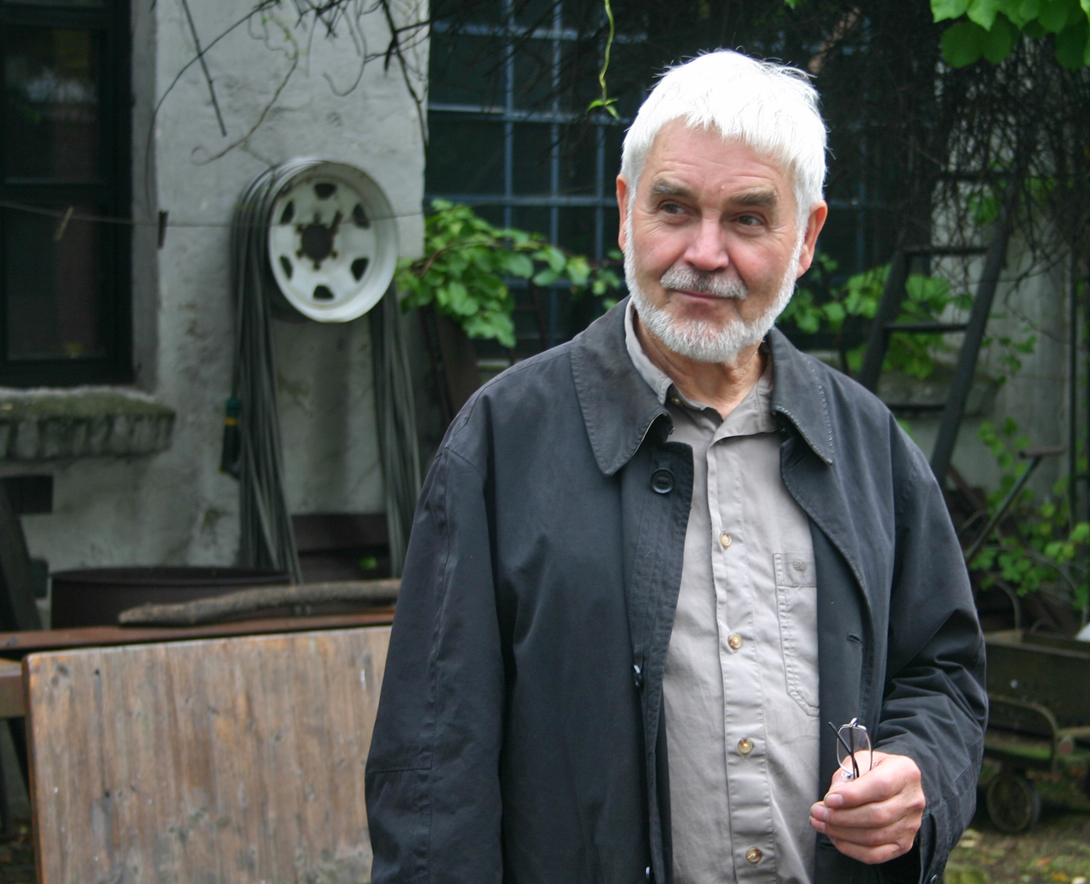
Achim Kühn, 2014

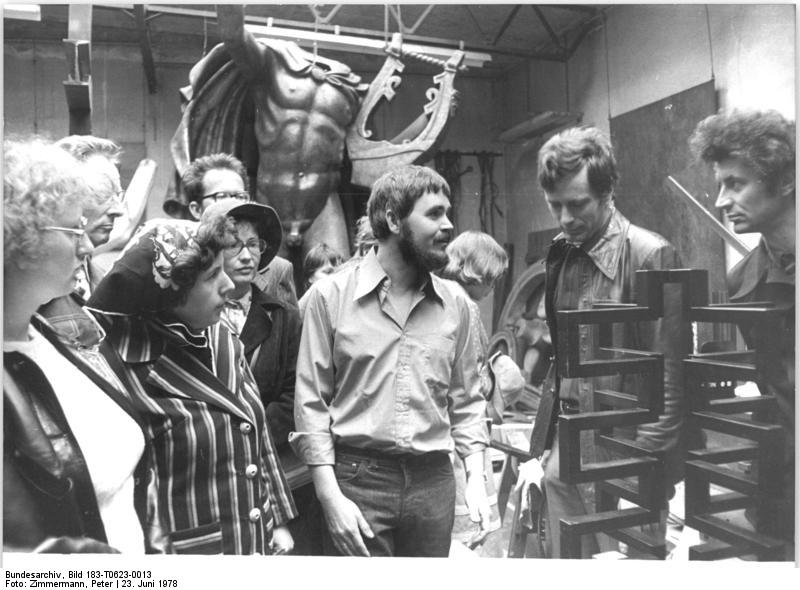
Achim Kühn (Bildmitte) 1978 im Atelier. Im Hintergrund der getriebene Torso des Apollo zum Schauspielhaus Berlin

Achim Kühn (* 5. April 1942 in Berlin) ist ein deutscher Metallbildhauer und Kunstschmied.

## Leben
Kühn, der Sohn des Kunstschmieds Fritz Kühn, absolvierte nach seiner Schulausbildung zunächst von 1956 bis 1959 eine Lehre als Metallgestalter in der väterlichen Werkstatt und legte danach noch die Meisterprüfung als Bauschlosser und Kunstschmied ab. Dem schloss sich 1964 ein Architekturstudium an der Hochschule für Architektur in Weimar und eine Zusatzausbildung zum Metallrestaurator an. Seit 1967 führt er zusammen mit seiner Frau Helgard, einer gelernten Goldschmiedin, das Atelier und die Werkstatt seines Vaters in Berlin-Bohnsdorf fort. Der Sohn Tobias lernte ebenfalls Kunstschmied, die Tochter Coco Kühn ist Installationskünstlerin und Kuratorin. Seit 1967 haben sie keine Werke vom Vater Fritz Kühn verkauft, weil sie konsequent danach streben, das vom Land Berlin beschlossene Fritz-Kühn-Museum in Bohnsdorf errichten zu können.
Mehrfach war Achim Kühn auf internationalen Kongressen als Referent zu Gast, so 1980 auf einer Tagung der Kunstschmiede Englands (BABA, British Artists Blacksmith Association) in Hereford, 1982 anlässlich des nationalen Kongresses der Kunstschmiede Nordamerikas (Artist-Blacksmith’s Association of North America) in Ripley (West Virginia), 1985 bei der Konferenz für Schmiede und Designer „Von der Idee zur Form“ im Schmiedemuseum Gislöv (Schweden) und 1986 auf dem 1. Weltkongress der Kunstschmiede in Aachen. 1988 leitete er den nationalen Kongress der Kunstschmiede in Skara (Schweden).
Durch nach 1990 erfolgte städtebauliche Veränderungen in Berlin, Leipzig, Frankfurt/Oder und an anderen Orten gingen insgesamt 56 Werke oder Werkgruppen aus seinem Schaffen und dem seines Vaters Fritz Kühn verlustig, wie der Kunstwissenschaftler Peter Michel feststellt.

## Werke

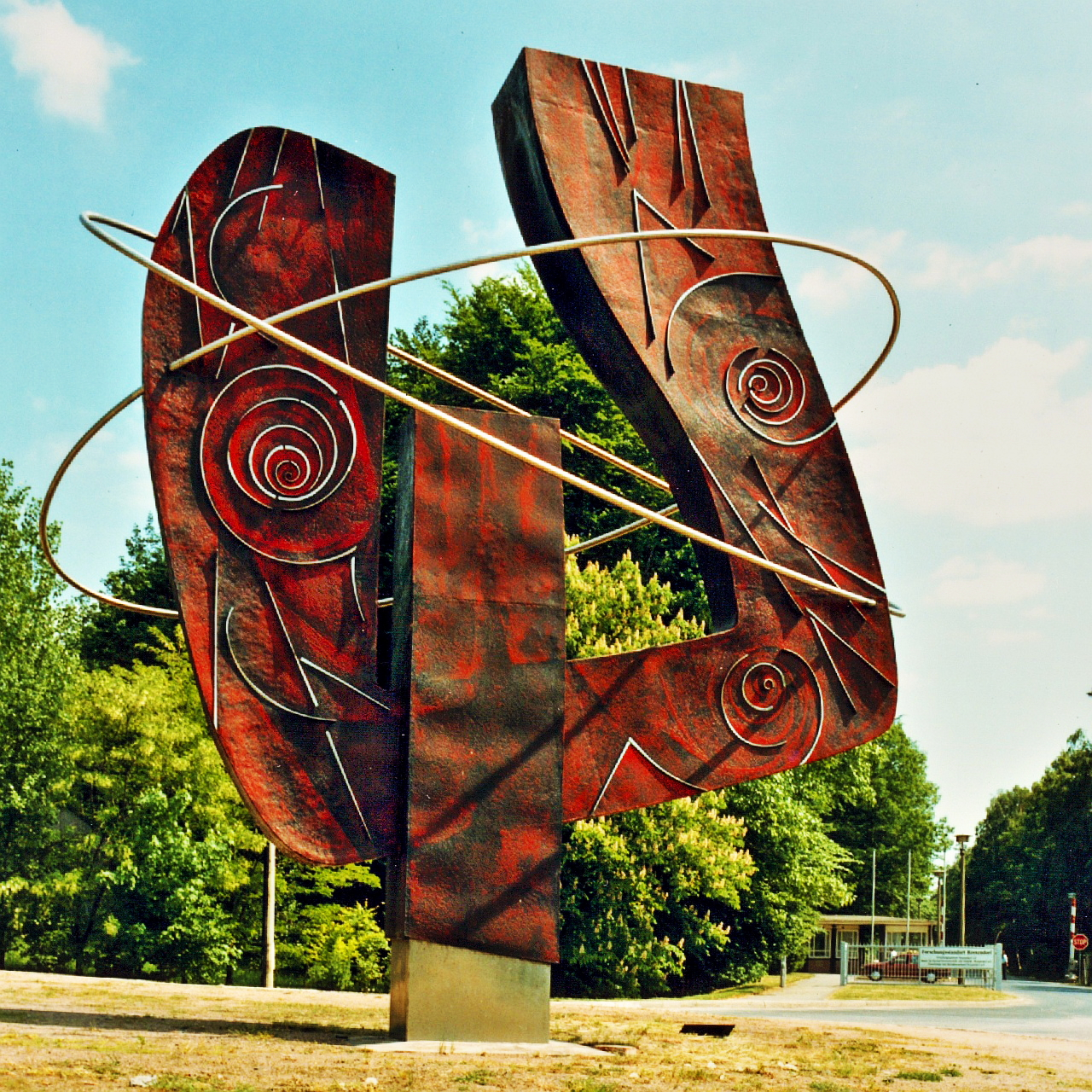
Gebändigte Kraft, Metallplastik am Forschungsstandort Rossendorf, entstanden 1985 auf Initiative des Rossendorfer Klubs, Foto von 1994

Als Metallbildhauer umfasst das Spektrum seiner Arbeiten Kunst im öffentlichen Raum, unikate Kunstwerke, baugebundene Arbeiten, und Kleinserien. Seine baugebundenen Arbeiten sind an über 80 Orten in Deutschland zu finden. Allein in Berlin sind es über 30 eigene- und Restaurierungsarbeiten.
Zahlreiche Einzel- und Gruppenausstellungen im In- und Ausland machten ihn über die Grenzen Deutschlands hinaus in Europa bekannt. Achim Kühn ist ein international geschätzter Juror. Einer seiner langjährigen Mitarbeiter war der Schlosser Peter Trappen, der in Kühns Werkstatt das Kupferschmieden für sich entdeckte.

### Eigene Entwürfe (Auswahl)
- 1968 Eingangsportal zum Kröpeliner Tor in Rostock, Stahl, Kupfer, Glas
- 1970 Portal der Berliner Marienkirche, Kupfer, getrieben, geschmiedet
- 1970 Eingangstür zu dem Studentenclub Kasseturm in Weimar
- 1973 Festivalblume im Treptower Park in Berlin, Stahl
- 1973 Brunnen Wasserglocke[6] im Volkspark Friedrichshain, Edelstahl
- 1974 Eingangsportal der Stadthalle Karl-Marx-Stadt, Edelstahlprofile
- 1981 Kugel Transparenz, Stahl/Edelstahl
- 1982 Stahlplastik zur Grabstätte der Familie Kraatz auf dem St. Petri-Luisenstadt-Kirchhof in Berlin, geschmiedeter Stahl/Edelstahl
- 1982 Innengestaltung der katholischen Propsteikirche in Leipzig
- 1983 Brunnen Kleine Liebessäule in Berlin-Mitte, Dorothea-Schlegel-Platz, Kupfer, getrieben
- 1985 Klingende Blume im Treptower Park in Berlin, Stahl, Edelstahl
- 1985 Gebändigte Kraft Metallplastik am Zentralinstitut für Kernforschung (jetzt Helmholtz-Zentrum Dresden-Rossendorf) in Dresden
- 1986 Mühlenradbrunnen, Berlin-Neu-Hohenschönhausen, Rüdickenstraße/Matenzeile
- 1989 Lok 2000, Dampflok-Plastik, zuerst in der Haupthalle des Berliner Hauptbahnhofs, ab 2000 im „Kulturwerk Reinbekhallen“ in Berlin-Schöneweide, ab 2006 am Borsigtor in Berlin-Reinickendorf aufgestellt
- 1988 Segel im Wind, Kinetische Skulptur in Rostock, Schnickmannstraße, Höhe 11 m
- 1994 Spitze Länge, geschmiedete Metallplastik, Stahl, Höhe 16 m, Uferpromenade in Ludwigshafen am Rhein
- 1995 Brunnen Kleine Elefanten[7], Berlin-Adlershof, Arndtplatz, Stahl, geschmiedet
- 1996 Wasser-Plastik Harmonia, ein Wahrzeichen im Hafen von Turku (Finnland), Edelstahl, gefärbt[8][9]
- 2004 Stahlplastik Gebändigte Kraft in Berlin, Eingangsbereich des Berliner Werkes der Knorr-Bremse AG, Georg-Knorr-Straße, Höhe 5 m
- 2011 Stahlskulptur Bürger im Widerstand zum Andenken an die Rote Kapelle in Berlin-Lichtenberg, vor der Mildred-Harnack-Schule, Schulze-Boysen-Straße

### Restaurierungen (Auswahl)
- Apollo im Greifen-Wagen auf dem Schauspielhaus Berlin, Kupfer getrieben
- Pegasus, Schauspielhaus Berlin
- Erzengel Michael an der Friedrichswerderschen Kirche
- umfassende Restaurierung eines monumentalen Gittertores mit Nebeneingängen als Schlosszufahrt im Stil des Neobarock, Nähe Neustrelitz (Ausstellungsstück zur Weltausstellung Paris 1900)
- Giganten-Gruppe auf dem Giebel des Berliner Museums für Kommunikation
- Toreinfahrt WMF-Haus, Berlin

## Ausstellungen (Auswahl)
- 1977 Metallgestaltung, Zentralinstitut für Kernforschung Rossendorf bei Dresden
- 1977 Museum am Theaterplatz, Karl-Marx-Stadt
- 1979 Manege, Moskau
- 1980 Galerie TiP, Palast der Republik, Berlin
- 1983 Studiogalerie, Berlin
- 1990 Kunsthalle Rostock
- 1992 Transco-Tower, Houston, USA
- 1993 Galerie Marschalek, Wien
- 2003 „Internationaler Fachverband Gestaltender Schmiede“ (IFGS), Großausstellung von Kunstschmieden u. Metallgestaltern in Eckernförde,
- 2014 Leibniz-Institut für Regionalentwicklung und Strukturplanung, Erkner
- 2022 Friedenskirche, Berlin-Grünau

## Galerie

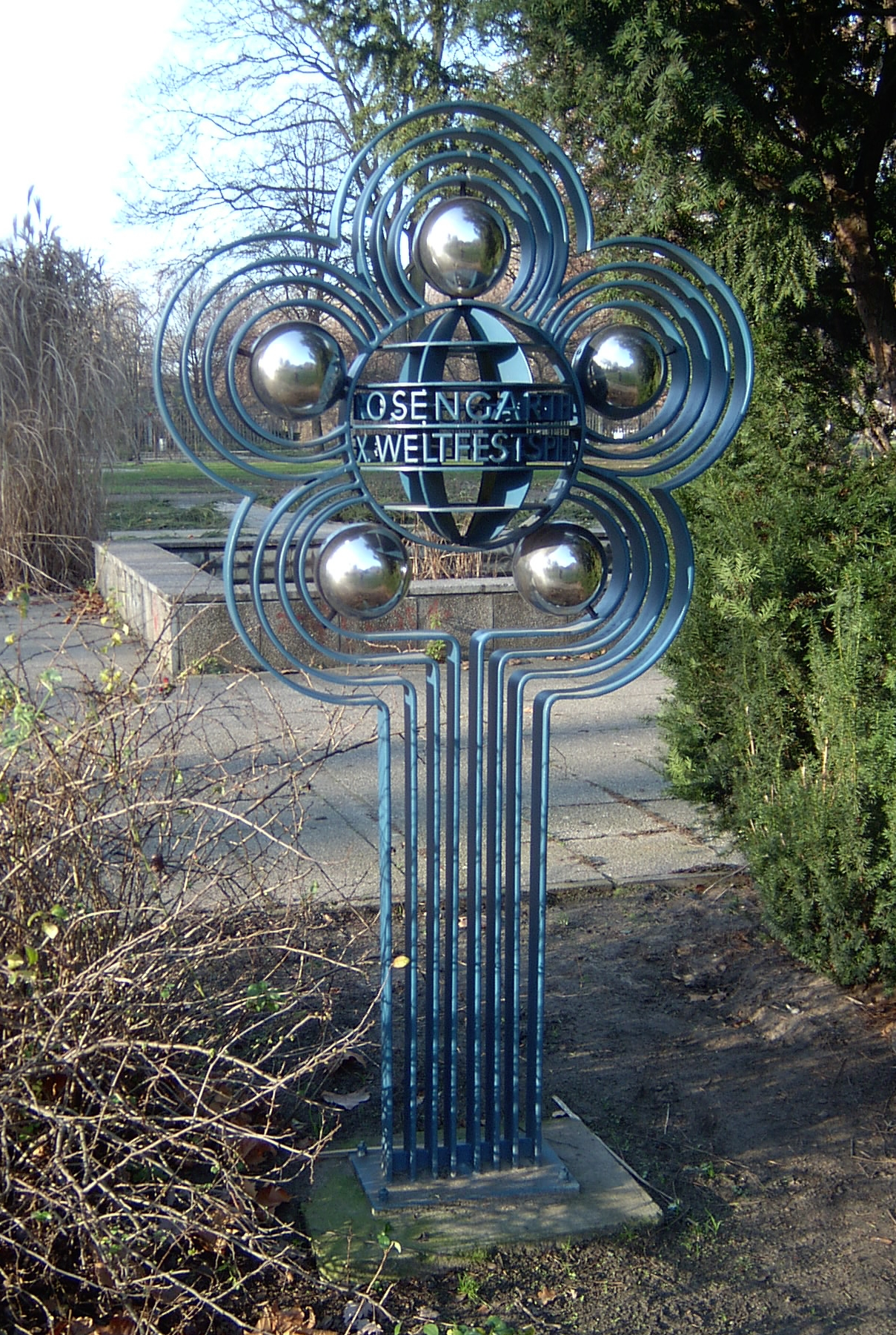
Festivalblume, Berlin, Treptower Park (im Rosengarten), 1973
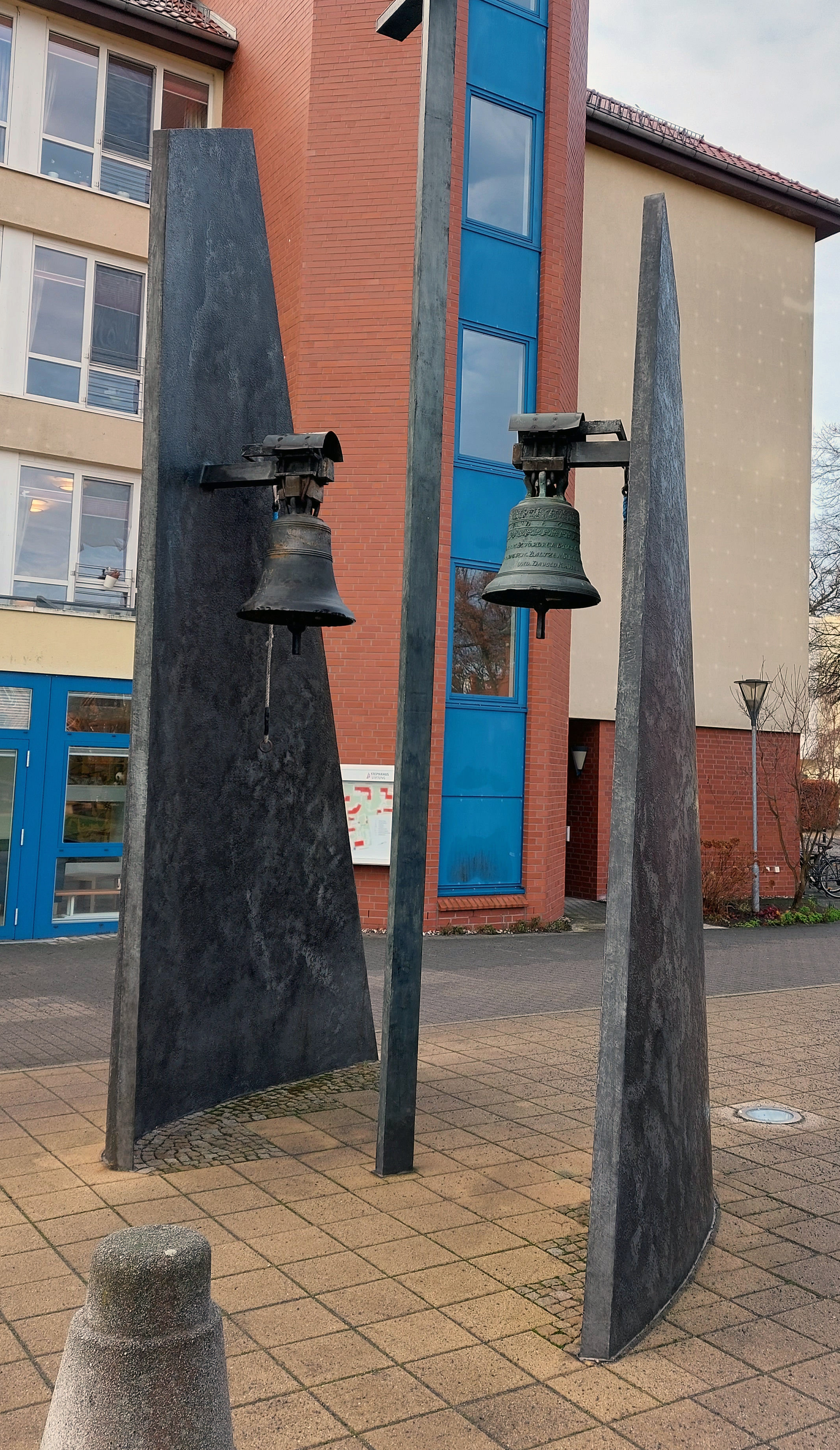
Glockenplastik, 1975, Berlin-Weißensee
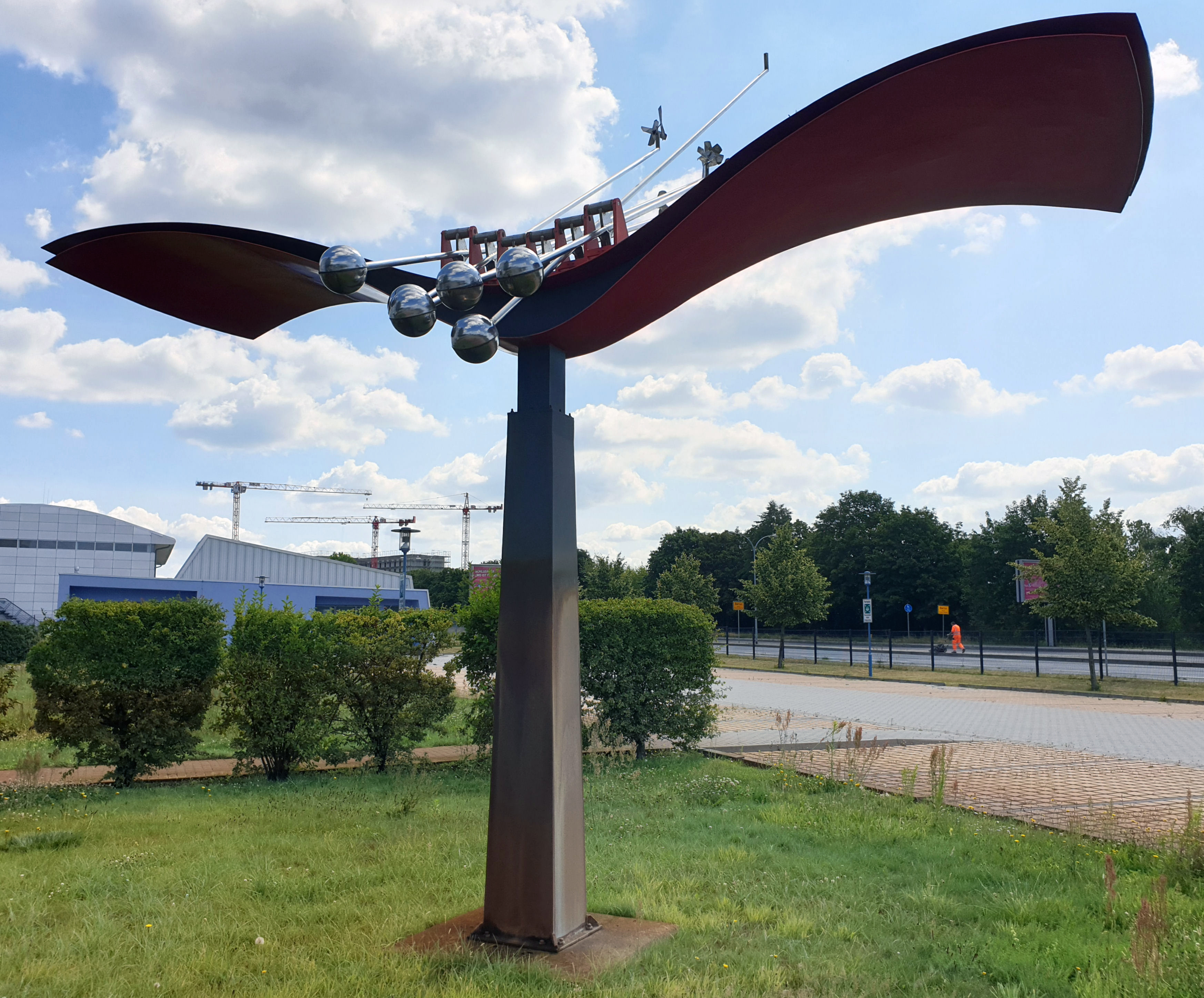
Luftfahrtsymbol, 1979, Schönefeld
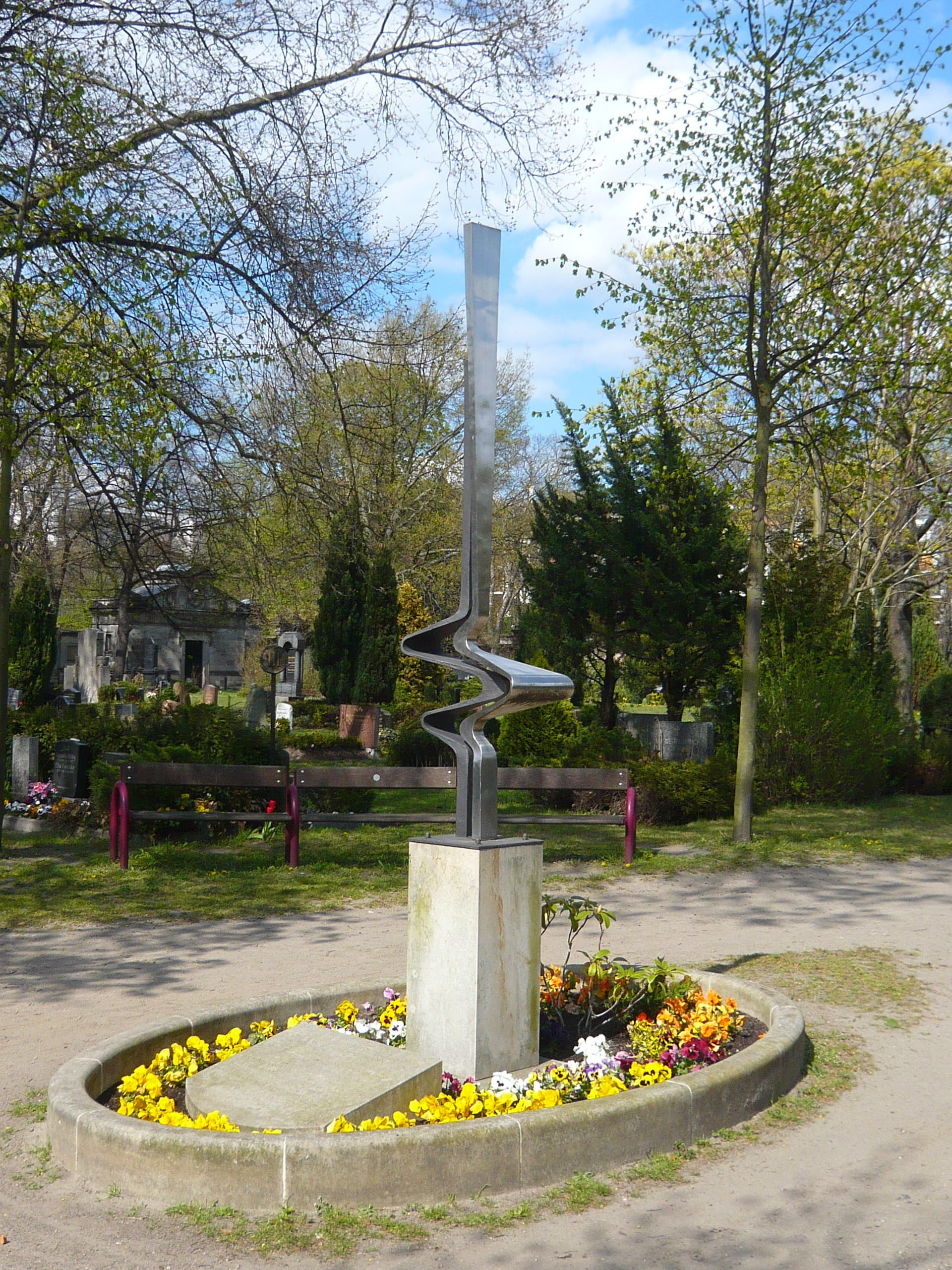
Stahlplastik, Grabstätte Kraatz auf dem St. Petri-Luisenstadt-Kirchhof, Berlin, 1982
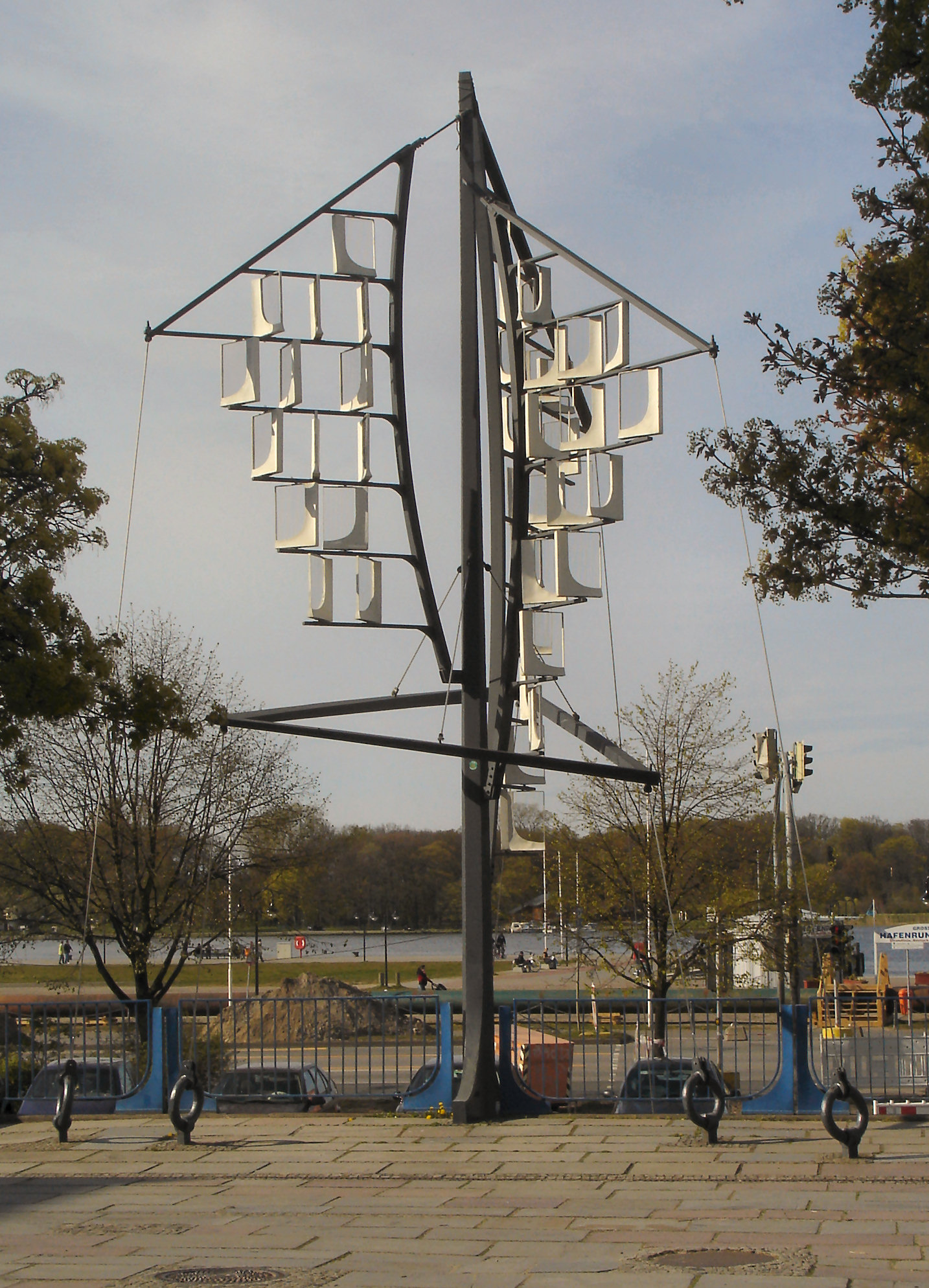
Kinetische Skulptur „Segel im Wind“ (Stahl, Höhe 11 m) Rostock, 1988
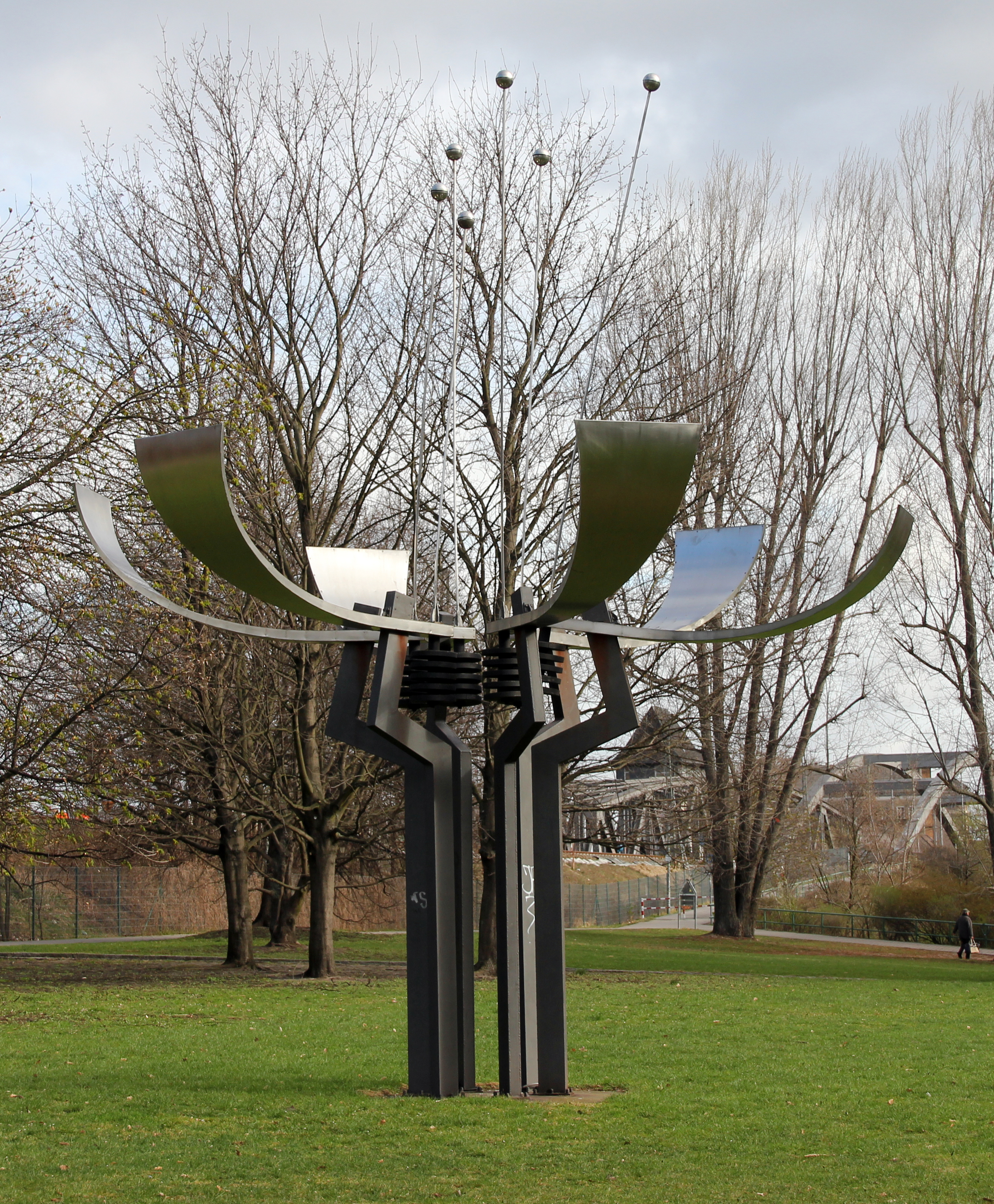
Kinetische Skulptur Klingende Blume (Stahl, Edelstahl), nahe S-Bhf. Treptower Park, Berlin, 1985
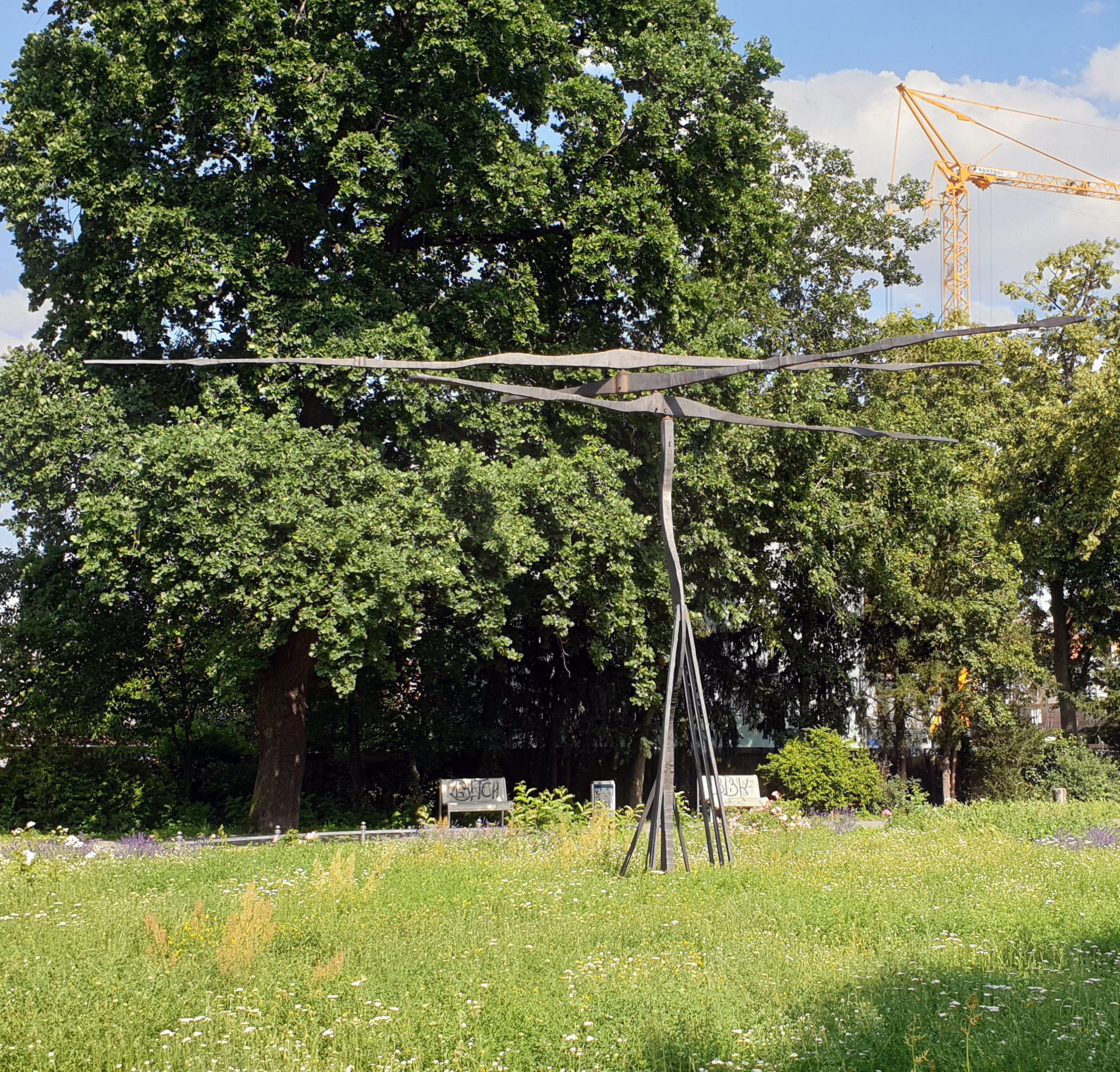
Drei Nadeln, 1993, Berlin-Johannisthal
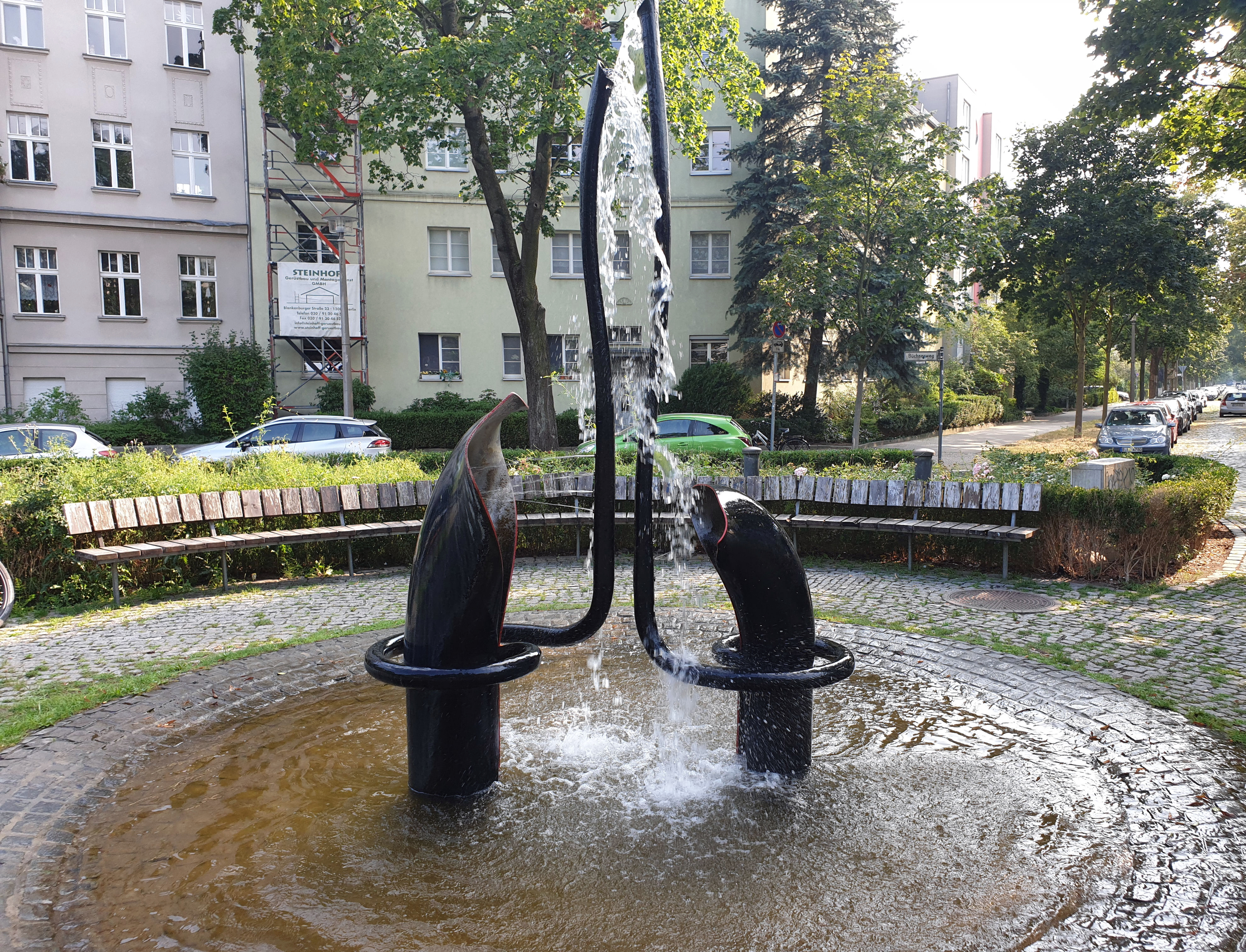
Kleine Elefanten, 1995, Berlin-Adlershof
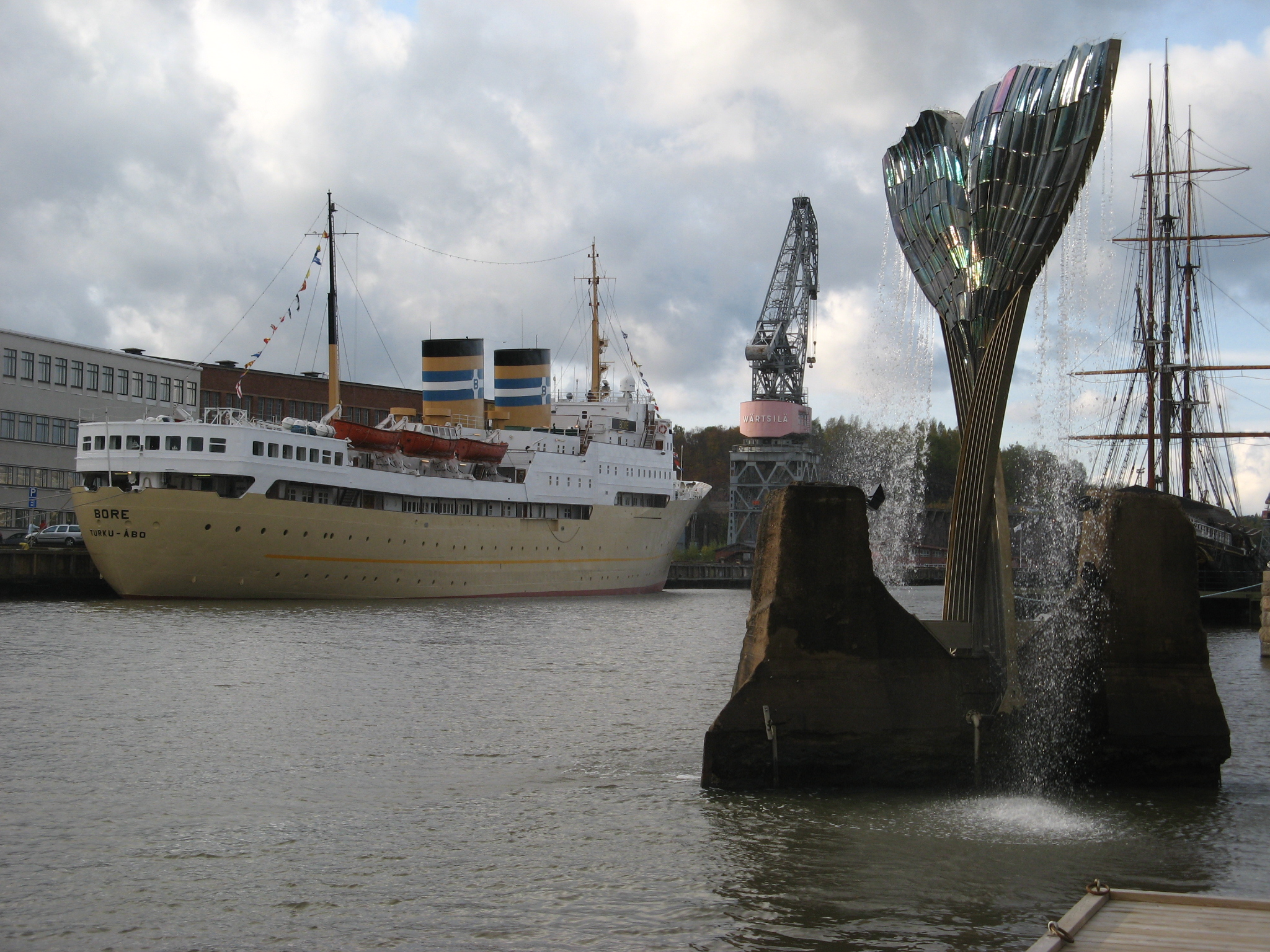
Metallplastik Harmonia 1996, eine Wasserharfe, am Fuße des Aurajoki im Hafen von Turku, im Rahmen des „European Skulpturen City Projekt“ – unter Schirmherrschaft der UNESCO entstanden. Foto: 2010
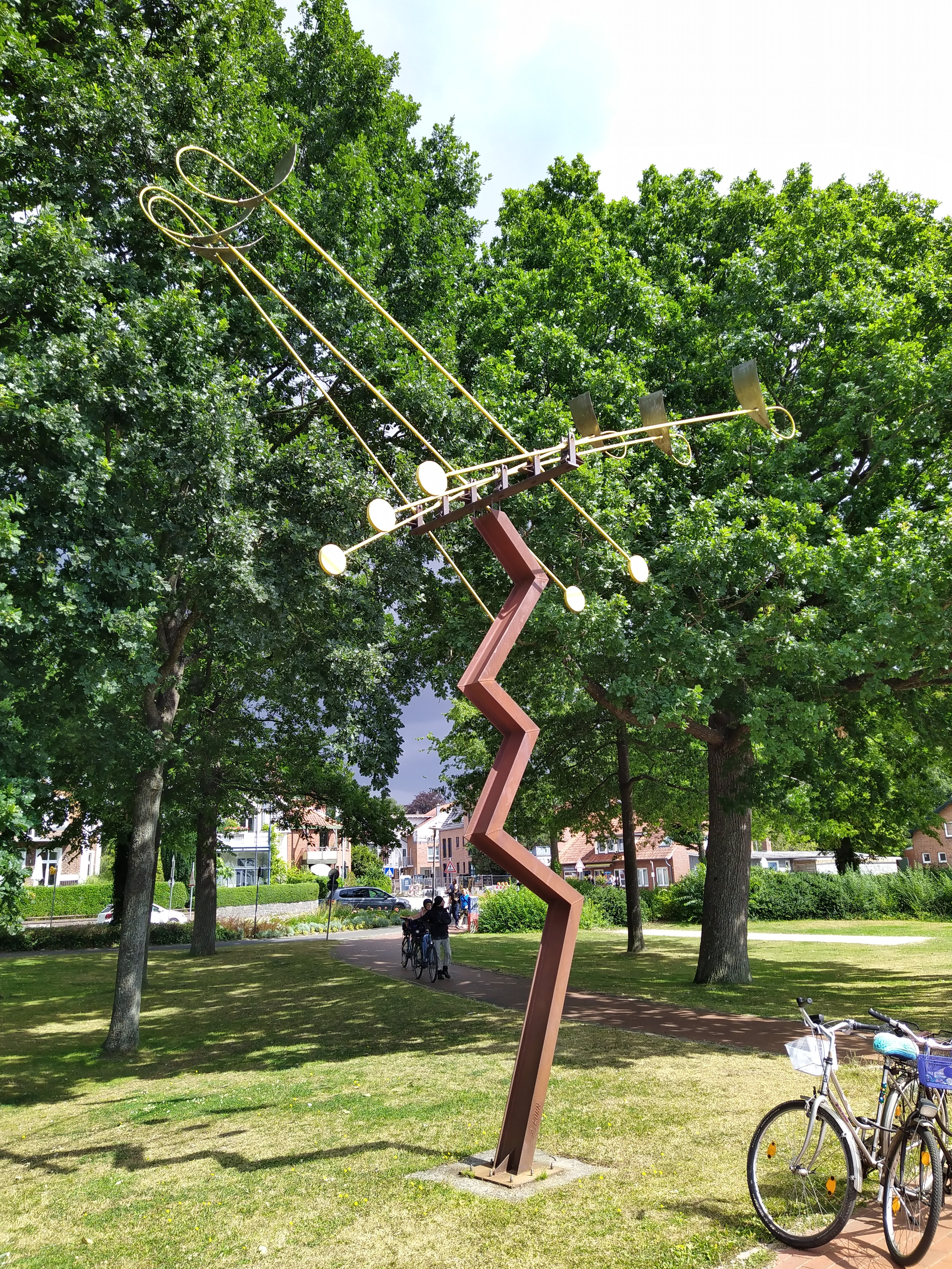
Ruhe im Sturm 2003, zur Ausstellung des Internationalen Fachverbandes Gestalter Schmiede (IFGS) in Eckernförde
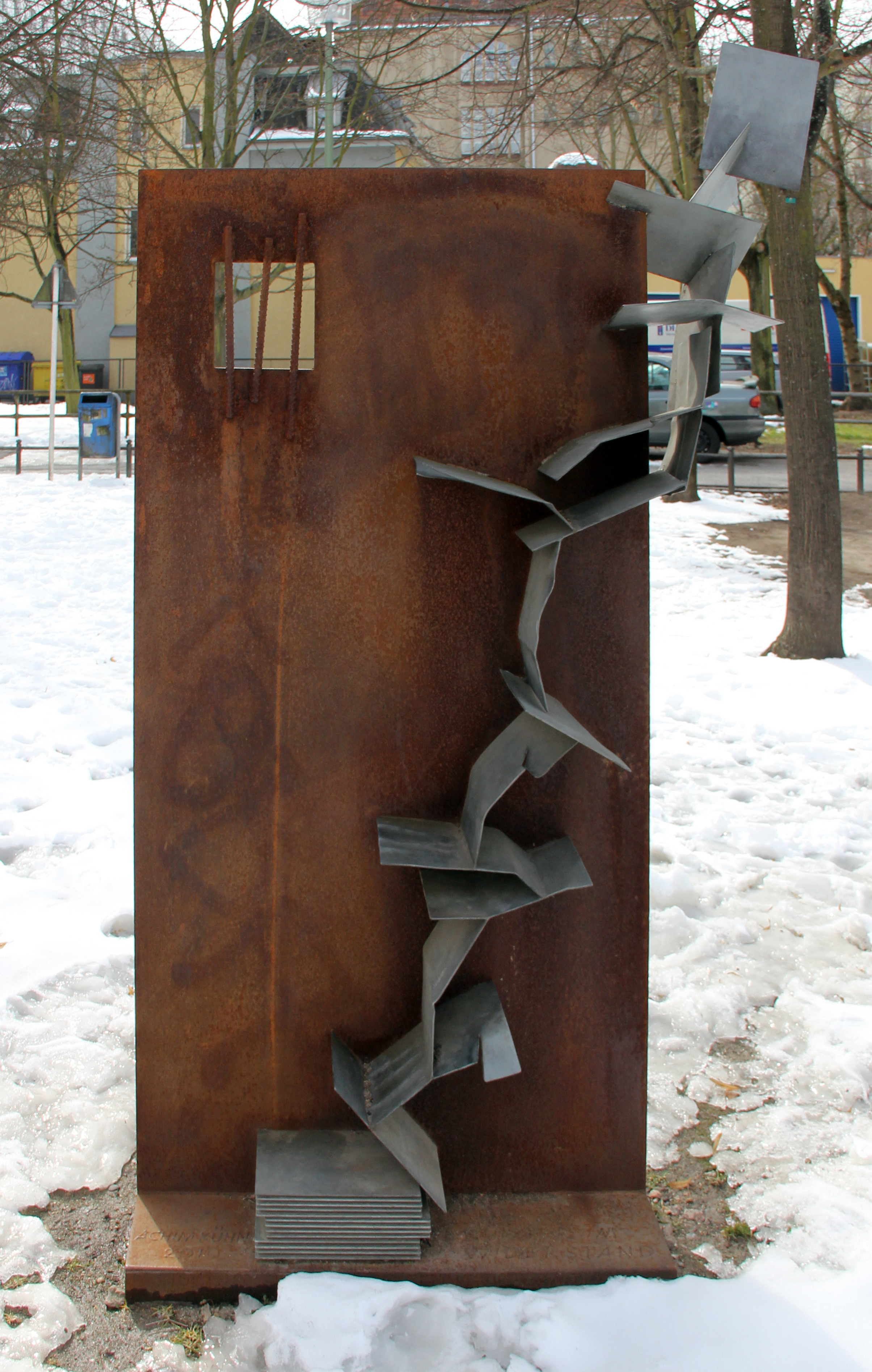
Bürger im Widerstand, Rote Kapelle, 2011, Mildred-Harnack-Schule, Berlin-Lichtenberg

## Zitat
„Was die Arbeiten von Achim Kühn auszeichnet, ist ihre Vielschichtigkeit und Mehrdeutigkeit, aus der heraus sich ein Dialog zwischen dem Raum, als immateriellen Gegenspieler, und der Form spannungsreich entfaltet. Nicht zuletzt ist die Rolle des Betrachters angesprochen, der aktiv in das plastische Geschehen eingebunden wird, sind es doch seine Aktionen, die ein vollständiges Erleben der dreidmensionalen Gebilde erst ermöglichen.“